# Torre del Oro

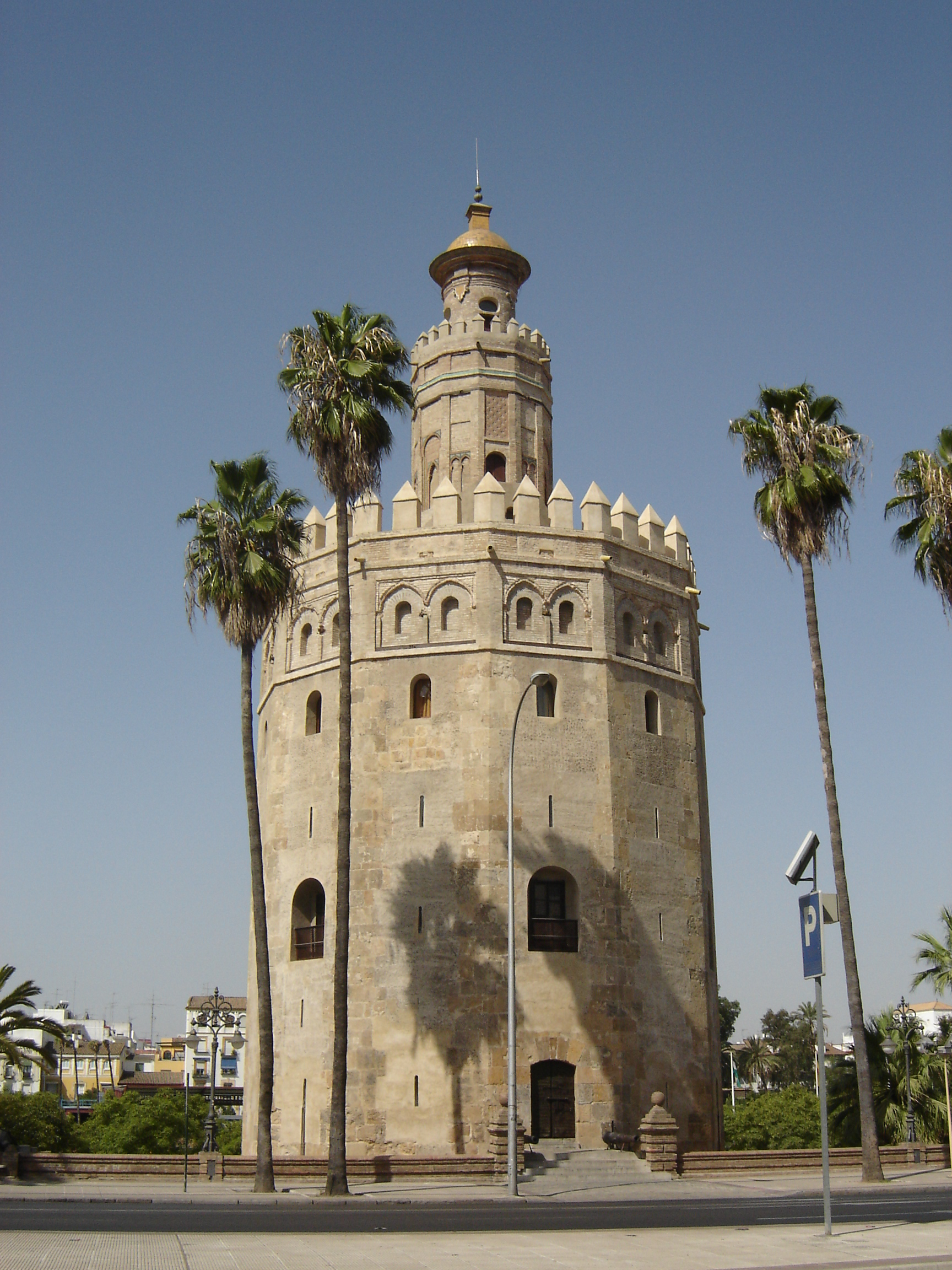
Torre del oro

Torre del Oro är ett vakttorn i Sevilla som byggdes under Almohaddynastin i början av 1300-talet.